# خورخي إدواردو لوزانو
خورخي إدواردو لوزانو (بالإسبانية: Jorge Eduardo Lozano)‏ هو كاهن كاثوليكي أرجنتيني، ولد في 10 فبراير 1955 في بوينس آيرس في الأرجنتين.